# Matador (cocktail)
De matador is een op tequila gebaseerde cocktail. Ondanks het feit dat de cocktail minder bekend is dan de margarita, is de samenstelling ervan vergelijkbaar, met drie primaire ingrediënten: zilver- of blancotequila, ananassap en limoensap. Het mengen van ananas en een eenvoudige alcoholische drank lijkt op de bereiding van een jackhammer, een variant van de screwdriver (waarin ananassap door sinaasappelsap- en tequila door wodka is vervangen).
Matadors worden vaak gevarieerd gepresenteerd, hetzij in een cocktail- of martiniglas of een champagnefluit.